# 낭만 콘서트
낭만 콘서트는 2004년 10월 9일부터 2005년 4월 23일까지 SBS에서 방영된 음악프로그램이다.

## 진행자
- 임백천
- 윤지영

## 오케스트라
- sbs 관현악단 - 지휘 김정택